# Abarmalane
Abarmalane, o anche Adarmalane, è un comune rurale del Mali facente parte del circondario di Goundam, nella regione di Timbuctù.